# デナリ・ハイウェイ

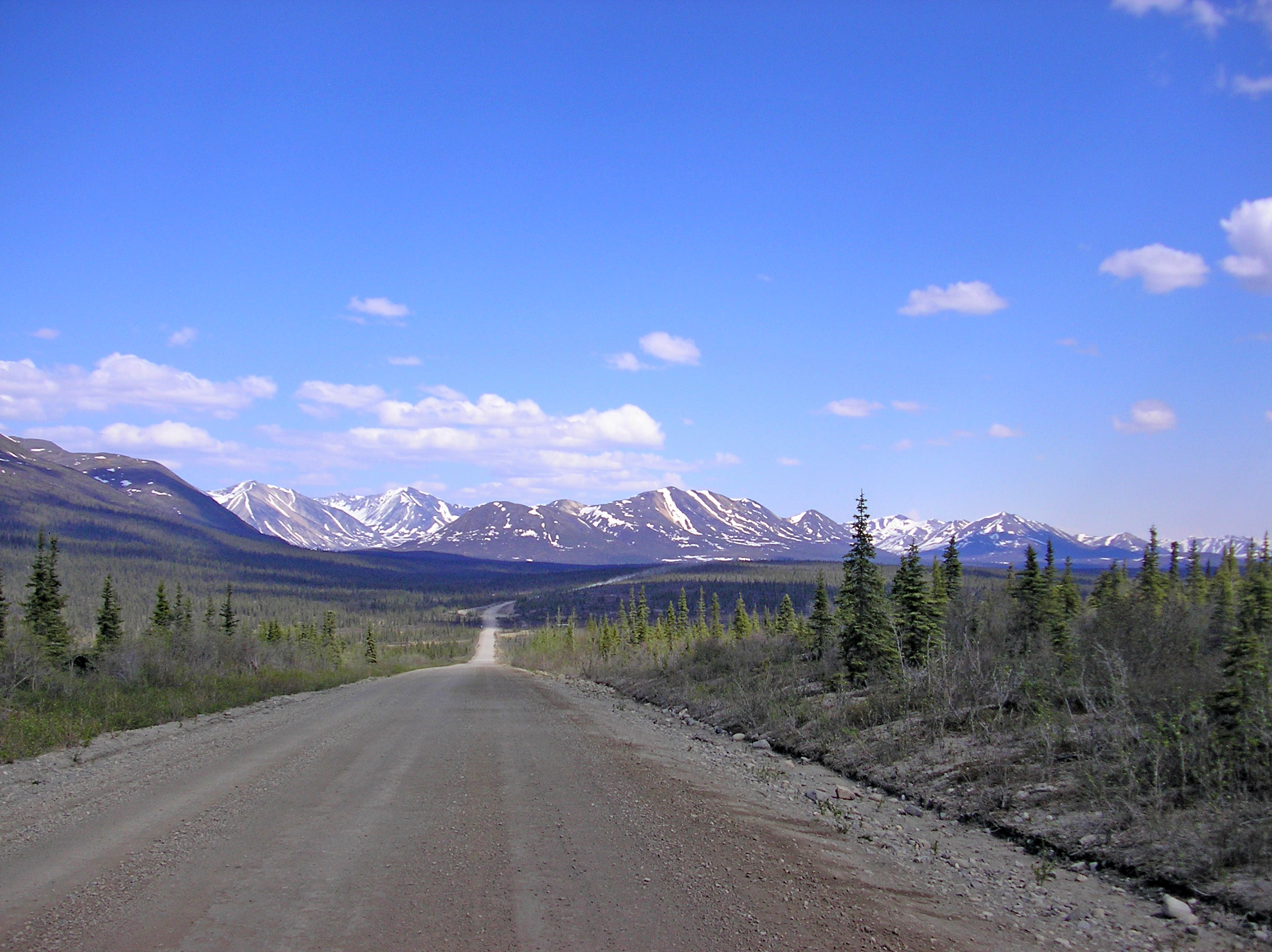
夏のデナリ・ハイウェイ

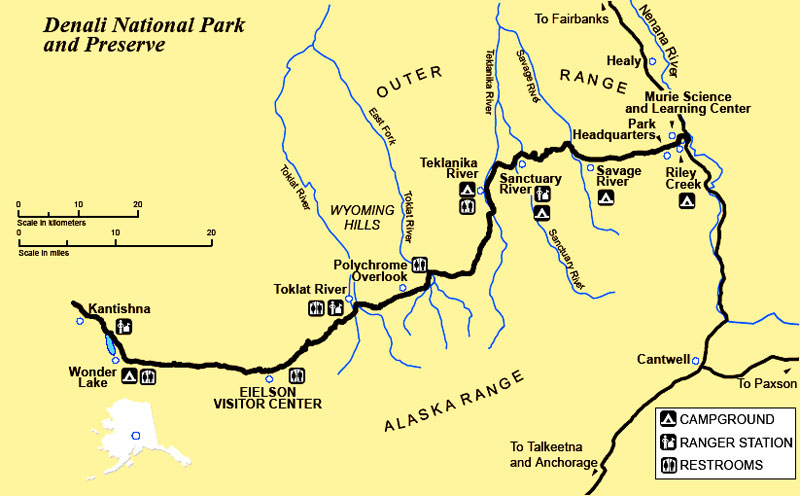
デナリ国立公園へのアクセス

デナリ・ハイウェイ（英語: Danali Highway）は、アラスカ州道8号線で、米国アラスカ州にある、交通量の少ない、ほとんどが砂利道のハイウェイで、全長は217キロメートル（135マイル）。リチャードソン・ハイウェイ（アラスカ州道4号線）のパクソンからジョージ・パークス・ハイウェイ（アラスカ州道3号線）のキャントウェルまでは、このハイウェイで結んでいる。
デナリ・ハイウェイは1957年に開通し、デナリ国立公園への最初の道路アクセスとなった。しかし1971年からは、デナリ・ハイウェイのキャントウェルから現在の国立公園入口までの区間を組み込んだジョージ・パークス・ハイウェイが、国立公園への主要なアクセスとなっている。

## 参照項目
- ジョージ・パークス・ハイウェイ
- リチャードソン・ハイウェイ
- アラスカ州道一覧